# لوبلانیدین
لوبلانیدین (انگلیسی: Lobelanidine) یک آنالوگ شیمیایی لوبلین است.